# Reticulolepis exsculpta
Reticulolepis exsculpta è un pesce osseo estinto, appartenente ai paleonisciformi. Visse nel Permiano superiore (circa 259 - 254 milioni di anni fa) e i suoi resti fossili sono stati ritrovati in Europa.

## Descrizione
Questo pesce era di dimensioni medio - grandi, e poteva superare i 60 centimetri di lunghezza. Era dotato di un corpo piuttosto snello e allungato, di forma idrodinamica. La testa era relativamente bassa, con un muso arrotondato e fauci armate di denti appuntiti. La pinna dorsale era triangolare e appuntita, situata appena dopo la metà posteriore del corpo. La pinna anale, leggermente più arretrata e più piccola, era opposta diagonalmente a quella dorsale. La pinna caudale era eterocerca, con lobi stretti e appuntiti di lunghezza quasi uguale. Le scaglie erano finemente ornamentate; nella parte posteriore della scaglie, questa ornamentazione dava luogo a veri e propri reticoli (da qui il nome generico Reticulolepis, ovvero "scaglia reticolata") a causa della presenza di creste trasversali di ganoina. 

## Classificazione
Reticulolepis era un membro dei paleonosciformi, un gruppo di pesci attinotterigi arcaici, un tempo considerati il gruppo ancestrale dal quale si evolvettero in seguito tutti gli attinotterigi conosciuti. In particolare, Reticulolepis è stato ascritto alla famiglia Acrolepididae, comprendente forme di dimensioni anche molto grandi (come Acrolepis gigas) e dotate di caratteristiche scaglie. 
Il genere Reticulolepis venne istituito nel 1934 da Westoll, per accogliere la specie precedentemente nota come Acrolepis exsculpta, proveniente da terreni del Permiano superiore della Germania. I resti migliori di questa specie si trovano nella zona di Richelsdorf, in Assia. 

## Paleoecologia
Reticulolepis era un pesce predatore di grandi dimensioni rispetto agli altri abitanti del suo ecosistema, e probabilmente era piuttosto veloce: poteva catturare le prede con veloci movimenti e grazie alle ampie fauci armate di lunghi denti aguzzi. 